# Соджей (Іллінойс)
Соджей (англ. Sauget) — селище (англ. village) в США, в окрузі Сент-Клер штату Іллінойс. Населення — 141 особа (2020).

## Географія
Соджей розташований за координатами 38°35′31″ пн. ш. 90°9′47″ зх. д. / 38.59194° пн. ш. 90.16306° зх. д. (38.592000, -90.163091).  За даними Бюро перепису населення США в 2010 році селище мало площу 11,89 км², з яких 10,94 км² — суходіл та 0,94 км² — водойми.

## Демографія
Згідно з переписом 2010 року, у селищі мешкало 159 осіб у 76 домогосподарствах у складі 44 родин. Густота населення становила 13 особи/км².  Було 83 помешкання (7/км²).
Расовий склад населення:
| - 93,1 % — білих - 5,7 % — чорних або афроамериканців |

До двох чи більше рас належало 1,3 %. Частка іспаномовних становила 0,0 % від усіх жителів.
За віковим діапазоном населення розподілялося таким чином: 14,5 % — особи молодші 18 років, 70,4 % — особи у віці 18—64 років, 15,1 % — особи у віці 65 років та старші. Медіана віку мешканця становила 45,8 року. На 100 осіб жіночої статі у селищі припадало 91,6 чоловіків;  на 100 жінок у віці від 18 років та старших — 86,3 чоловіків також старших 18 років.
Середній дохід на одне домашнє господарство  становив 56 549 доларів США (медіана — 47 969), а середній дохід на одну сім'ю — 58 103 долари (медіана — 48 594). За межею бідності перебувало 3,7 % осіб, у тому числі 0,0 % дітей у віці до 18 років та 3,8 % осіб у віці 65 років та старших.
Цивільне працевлаштоване населення становило 103 особи. Основні галузі зайнятості: мистецтво, розваги та відпочинок — 23,3 %, освіта, охорона здоров'я та соціальна допомога — 17,5 %, публічна адміністрація — 14,6 %.